# La Cruz del Sur
La Cruz del Sur fue un periódico chileno editado en Ancud de tendencia conservadora y tradicional religiosa, fundado el 1 de enero de 1898. Nacido como semanario, ya en la década del 40 tenía una periodicidad de tres días a la semana (domingos, miércoles y viernes) hasta que dejó de circular el 6 de noviembre de 1983.
Entre sus páginas —que no superaban las ocho—, además de materias locales, informaciones municipales y de la iglesia, publicidad, denuncias y hechos acaecidos en el país y la provincia, se publicaron textos provenientes de poetas, escritores, ensayistas, historiadores, folcloristas, y destacadas personalidades; en efecto, La Cruz del Sur plasmó diversos escritos de Sonia Caicheo, Mario Contreras Vega, Oreste Plath, Juan Antonio Massone del Campo, Antonio Cárdenas Tabies e Isidoro Vázquez de Acuña, entre otros.
Una colección del periódico en formato microfilmado se encuentra disponible para consulta en la Biblioteca Pública de Castro.[cita requerida]